# Пеполи, Карло
Граф Карло Пеполи (итал. Carlo Pepoli, 22 июля 1796, Болонья — 7 декабря 1881, Болонья) — итальянский литератор, журналист и политик из знатного рода Пеполи. Известен главным образом как автор либретто последней оперы Беллини «Пуритане» (1835).
За участие в движении против австрийского правления в Италии был заключён в тюрьму, поэтому после 1831 года вынужденно жил в Париже, где преподавал итальянский язык. В 1839 — 1848 годах был профессором итальянской литературы в Университетском колледже Лондона. Он вернулся в Италию сначала в 1848 году (на считанные месяцы) и — уже окончательно — после битвы при Мадженте в 1859 году.

## Биография
Выходец из знатной семьи болонских помещиков, Пеполи примкнул к революционному движению 1820-х годов. После восстания 1831 года Пеполи вошёл в состав временного правительства, контролировавшего регион Романья, где занимал пост главы провинциальной гвардии, а затем стал префектом Пезаро и Урбино. Разгром восстания привёл к его заключению в крепость Шпильберк, однако благодаря вмешательству Франции приговор был смягчён, и Пеполи отправился в изгнание.
В Париже граф-изгнанник соединял аристократические круги, группировавшиеся вокруг Théâtre Italien, и сообщество политических изгнанников. Во время 9-летнего пребывания в Англии он женился на Элизабет Фергус. Во время революции 1848 года смог ненадолго вернуться в Италию, где был комиссаром с гражданскими и военными полномочиями в Риме и депутатом римского собрания.
С окончанием австрийского правления он смог вернуться в Италию в 1859 году, и, когда страна была близка к объединению, он стал профессором Болонского университета в 1860 году и был избран депутатом Учредительного собрания Романьи, снова вёл политическую деятельность до 1880 года, был мэром Болоньи с 1862 по 1866 год и сенатором Королевства Италия.
По прибытии в Париж он возобновил знакомство с Джоаккино Россини и взял на себя несколько заказов на либретто, чтобы дополнить свой основной доход в качестве репетитора итальянского языка. В этой сфере наиболее известно либретто, которое он подготовил для оперы Беллини «Пуритане», написанной между 1834 годом и её премьерой в январе 1835 года.
В Париже с 1832 года он сотрудничал с L’Esule, газетой итальянских эмигрантов, печатавшейся в Париже, и был завсегдатаем салона княгини Бельджойозо, где собирались борцы за независимость Италии (Джоберти, Томмазео и Кавур). Именно в этом салоне состоялась встреча Пеполи с композитором Беллини, который в 1833 году перебрался на жительство в Париж.
Помимо либретто для «Пуритан», Пеполи написал тексты для двух песенных циклов — для Россини (в 1835 году) и для Меркаданте в 1836 году. В цикл для Россини вошли также старинные тексты за авторством Метастазио.